# Ičigo Kurosaki

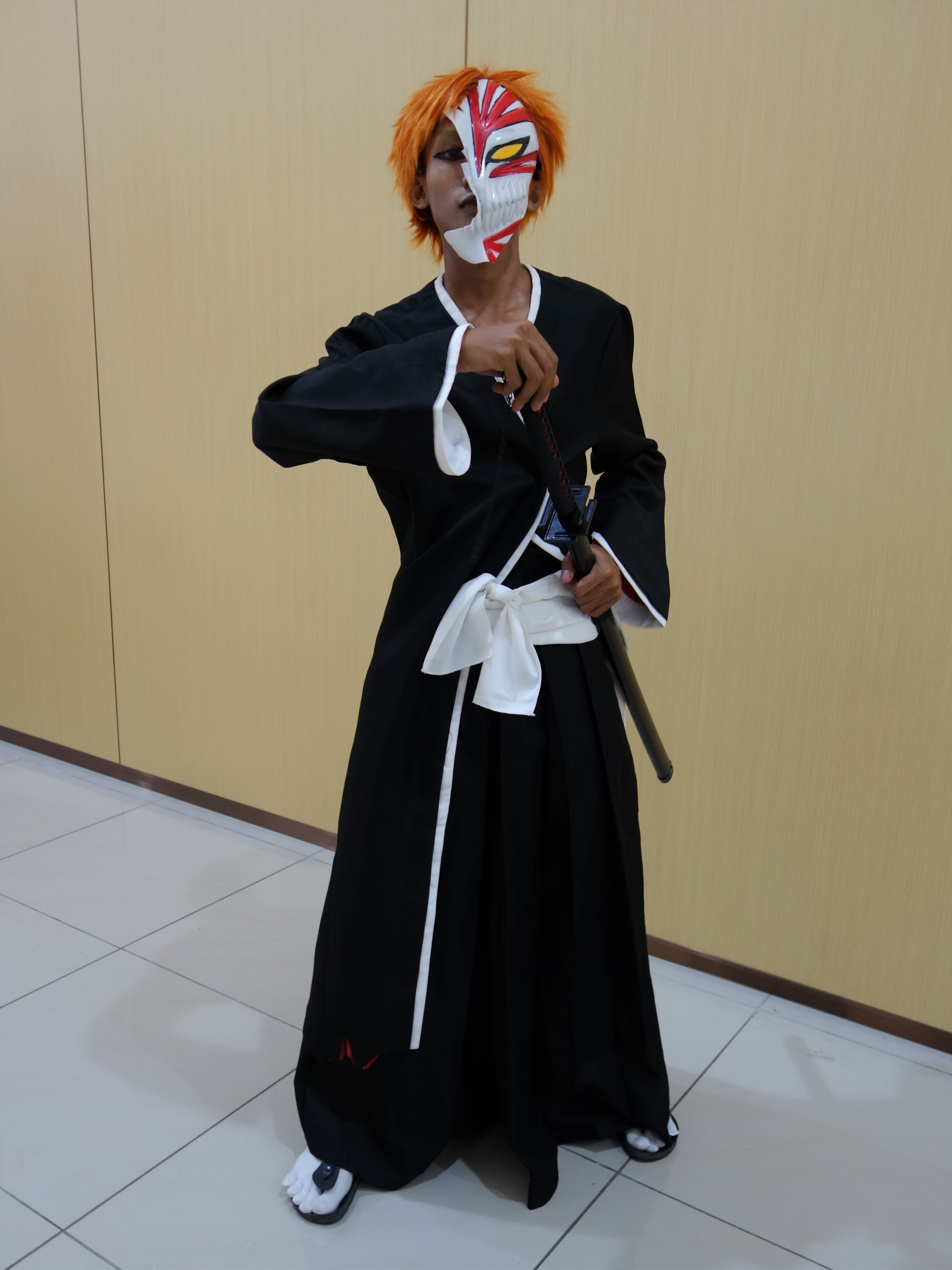
Cosplay Ičigo Kurosaki

Ičigo Kurosaki (japonsky 黒崎 一護, Kurosaki Ičigo) je fiktivní postava z mangy Bleach vytvořena Titem Kuboem. Ičigovi je na začátku příběhu 15 let. Má velmi zvláštní schopnost vidět duchy, stejně jako jeho mladší sestra Karin Kurosaki. Žije se svým otcem Iššinem Kurosakim a s jeho dvěma sestrami Karin a Juzu ve městě Karakura.

## Výskyt
V manze Bleach, resp. anime seriálu, Ičigo jednoho dne při návratu domů uvidí Sběračku duší jménem Rukia Kučiki. Objevila se tam kvůli hladové ztracené duši zvané Hollow, kterou musí zneškodnit a přenést do Soul Society. Ičigo později zjistí, že se tam Hollow objevila kvůli jeho nadpřirozenému duševnímu potenciálu. Rukia je však během boje s Hollow vážně zraněna, stejně jako Ičigova rodina. Rukia proto Ičigovi přenechá svou moc tak, že probodne jeho tělo svým duševním ostřím. Tento rituál z Ičiga udělá rovněž Sběrače duší, čímž porazí Hollow, která napadla jeho rodinu. Rukia jej poté donutí k tomu, aby převzal její práci, kterou je zneškodňování Hollows a přenášení hodných duší do Soul Society.
Dále se postava Ičiga objevila i v animovaných filmech Memories of Nobody, The DiamondDust Rebellion – Mó hitocu no Hjórinmaru, Fade to Black – Kimi no na o jobu a Džigoku-hen a hraném snímku Bleach z roku 2018.